# Балейлаг
Балейла́г (Бале́йский исправи́тельно-трудово́й ла́герь) — подразделение, действовавшее в системе исправительно-трудовых учреждений СССР

## История
Балейлаг был организован в 1947 году. Управление лагеря размещалось в городе Балей, Читинская область. В оперативном командовании оно подчинялось Специальному главному управлению Главспеццветмета (СГУ), а в дальнейшем Главному управлению исправительно-трудовых лагерей ( ГУЛАГ) Министерства юстиции СССР.
Максимальное единовременное количество заключенных могло достигать более 4 000 человек.
В 1948 входившее в состав лагеря Дарасунское лагерное отделение было выделено в самостоятельное подразделение, а в 1951 году в состав лагеря вошло  бывшее ранее самостоятельным лагерем Управление строительства Тасеевского комбината.
Балейлаг прекратил своё существование в 1953 году.

## Производство
Основным видом производственной деятельности заключенных были  работы по добыче и переработке золотоносной руды и лесозаготовки.

## Начальники
- Витковский И.С. (1947—1952)
- Варюшенков Н.И. (1952—1953)